# VII Centenario della morte di Sant'Antonio da Padova
La serie commemorativa del VII Centenario della morte di Sant'Antonio da Padova, detta anche Sant'Antonio, è una serie 8 francobolli emessa dal Regno d'Italia il 9 marzo del 1931 con Regio Decreto n. 1852 del 3 ottobre 1930. La serie intendeva commemorare il settimo centenario della morte del santo di Padova e comprendeva 7 esemplari con i seguenti valori: 20 centesimi di colore lilla con disegnata la vestizione del Santo, 25 centesimi verde con la predica ai pesci, 30 centesimi bruno bistro con l'Eremo di Olivares, 50 centesimi violetto con la Basilica del Santo, 75 centesimi carminio con la morte del santo e dentellatura 14, lire 1,25 azzurro con la liberazione dei prigionieri ed infine il 5 lire + 2,50 oliva con il Santo. Il sovrapprezzo di 2,50 Lire fu destinato alle Opere Assistenziali dei Frati Missionari. Questa serie venne poi soprastampata con allestimento di colore differente ed usata nelle colonie italiane. Ad esempio nella serie con soprastampa “ISOLE ITALIANE DELL'EGEO” il santo da 5 lire risulta essere arancione anziché oliva. Paradossalmente la serie destinata all'uso nelle isole dell'Egeo risulta lievemente più rara allo stato nuovo ed è quotata circa 400 Euro contro la stessa ma ordinaria che ha una quotazione di circa 300 Euro. Vi è però l'eccezione di quelle serie costituite da 8 pezzi e che dunque posseggono il francobollo naturale da 75 c. carminio con la dentellatura 12 e che rappresenta il pezzo ricercato di questa serie commemorativa del quale dovrebbero esistere 5000 pezzi.